# Pentapodus porosus
Pentapodus porosus is een straalvinnige vissensoort uit de familie van valse snappers (Nemipteridae). De wetenschappelijke naam van de soort is voor het eerst geldig gepubliceerd in 1830 door Valenciennes.